# ابراهیم دیالو (بازیکن فوتبال پارالمپیک)
ابراهیم دیالو (انگلیسی: Ibrahima Diallo؛ زادهٔ ۱۶ ژانویهٔ ۱۹۹۳) بازیکن فوتبال اهل بریتانیا است.